# José Luis Flores Letelier
José Luis Flores Letelier (Santiago, 16 de junio de 1975) es un escritor chileno que ha practicado tanto la poesía como la narrativa.

## Biografía
Estudió en el Colegio Latinoamericano de Integración de Santiago y después en la Facultad de Derecho de la Universidad Andrés Bello. 
Debutó en la literatura en 1998 con el poemario Visiones de Inés y dos años más tarde obtuvo su primer premio al ganar el concurso de poesía de su alma máter. En 2006 publicó la primera versión de Alicia, la niña vampiro y al año siguiente, Historias venenosas. El mago del desierto, novela juvenil fantástica, salió en 2011 como primer volumen de una saga titulada Crónicas de Bajo Raíz.
Ha sido guionista, editor y escritor de Salo S.A. (fines de 2001-comienzos de 2007), creador del universo narrativo de los juegos de cartas Mitos y Leyendas, y Humankind; ha trabajado en diversos proyectos educativos bilingües ideando juegos para niños y adolescentes. 
Se desempeña como director creativo, especialista en el desarrollo de plataformas digitales educativas; colabora en colectivos literarios como Fantasia Austral, Chilenia y Río Negro.

## Obras
- Alicia, la niña vampiro. Resurrección, historias en verso, 2006 (Ril Editores, 2009)
- Alicia, la niña vampiro. Historias venenosas, 2007 (Ril Editores, 2009)
- El mago del desierto, novela juvenil fantástica, Ediciones SM, 2011
- La delirante Compañía de los Sueños, novela juvenil fantástica, SM, 2012
- ¡Soy una biblioteca!, SM, 2013
- Las bestias, Editorial Biblioteca Chilenia, 2014
- La Mirada, Editorial Biblioteca Chilenia, 2015
- Calíope: Agente de Nunca Jamás, Editorial Loba, 2016
- La máquina de hacer ángeles, Biblioteca Chilenia, 2017
- Calíope: Las lobas del otoño, Editorial loba, diciembre 2019
- La Isla del cazador, editorial montena, octubre 2018.

## Premios
- Primer lugar en el concurso de poesía de la Universidad Andrés Bello 2000
- Segundo lugar en el concurso Rolando Cárdenas 2001